# Joel Habener
Joel Habener, né le 29 juin 1937 est professeur de médecine à la Harvard Medical School et mène des études fondamentales sur l'élucidation du rôle des hormones incrétines telles que le Glucagon-like peptide-1 (GLP-1) et le Glucagon-like peptide-2 (GLP-2). Pour ses découvertes, il reçoit le Prix de la Fondation Warren Alpert 2020 avec Daniel Drucker et Jens Juul Holst. Il est élu à l'Académie nationale des sciences en 2020 . En 2021, il reçoit le Prix Gairdner .